# 다테마키

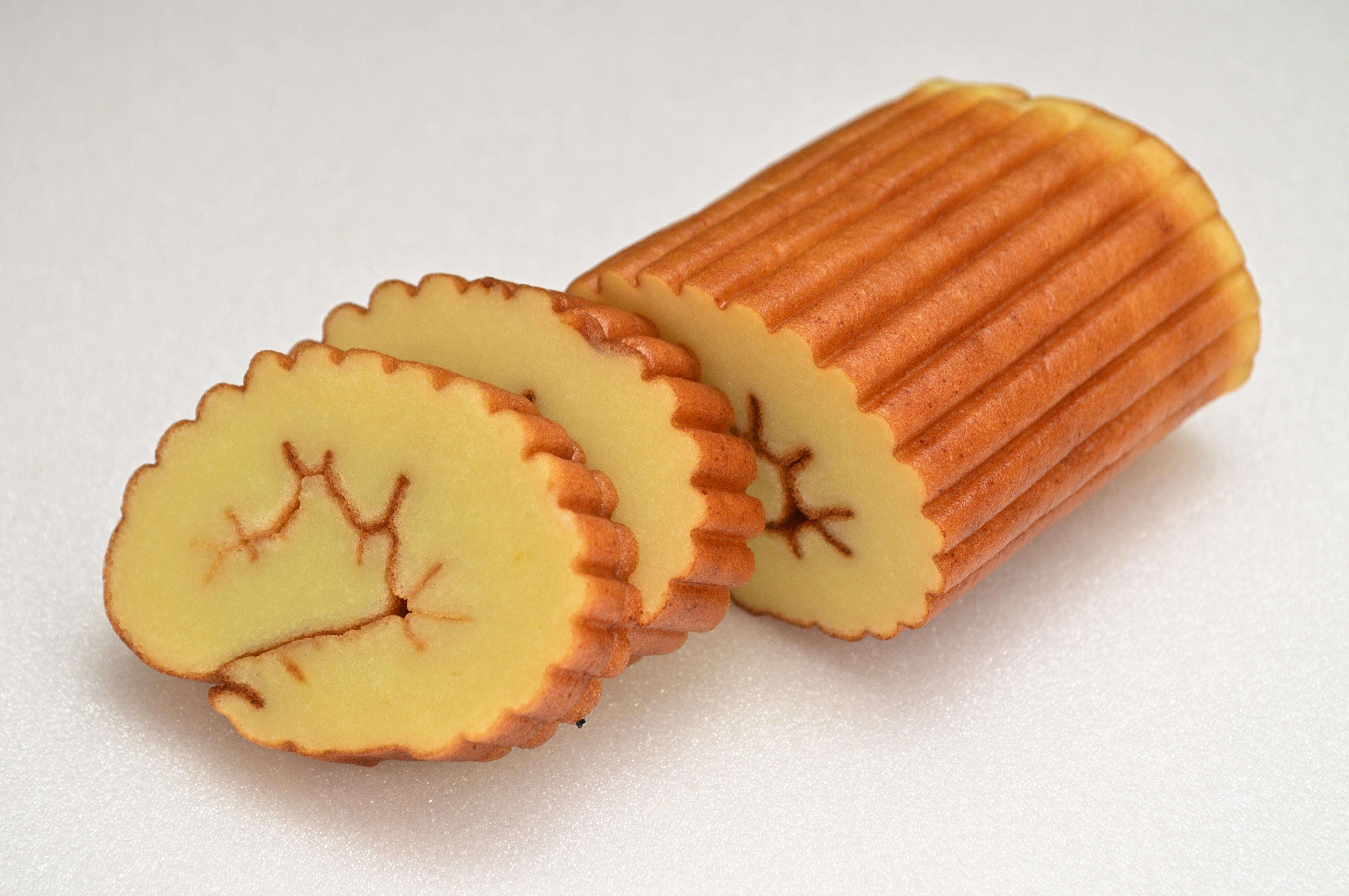
다테마키

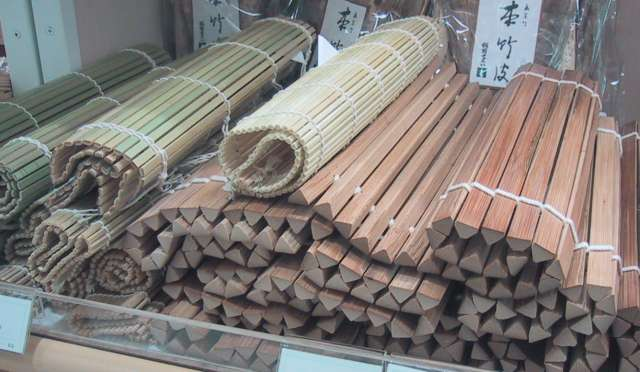
다테마키를 말 때 사용하는 발

다테마키(일본어: 伊達巻)는 계란 요리 중 한 종류인 일본의 요리이다. 나가사키에서는 카스테라 오뎅(일본어: カステラ蒲鉾)이라고도 불린다.

## 개요
다테마키는 흰살 생선과 새우의 연육에 계란을 풀어, 맛술과 설탕을 둘러 구워 낸다. 그리고 뜨거운 상태일 때 다테마키용 발을 사용해서 모양을 만들어 만다. 집에서 만들 때에는 생선살 등의 대체 재료를 사용할 수 있으며, 일본의 설날에 오세치, 일본식 떡국인 오조니, 오도소 등과 함께 빠뜨릴 수 없는 흔하면서도 잘 올라가는 유명한 요리이다.
또한, 조시시 등의 다른 지방에서는 다테마키를 두른 초밥을 판매하기도 하며, 다양한 분야에서 다테마키가 응용되고 있다.
카스테라에 비슷한 부분도 많고, 어묵을 이용하는 에도 마에 스시의 '계란말이'와도 흡사하다. 스폰지 케이크 모양으로 구워 오븐 (화덕)의 존재가 필수적이기 때문에, 포르투갈의 롤 케이크를 만드는 것과 같은 "토르 타 드 라란쟈" 기법이 활용된 것으로 추정하고 있다.

## 만드는 법
흰살생선은 껍질과 뼈를 제거한 뒤에 살을 칼의 평평한 부분으로 두드려서 얇게 핀 다음 다진다. 이를 다시 두드려가면서 곱게 으깬다.
으깬 생선살을 그릇에 담아 소금, 설탕을 넣고 섞는다. 그다음 녹말가루와 물을 넣어준다.
계란을 잘 풀어준 뒤 체에 걸러 멍울을 없애주고, 푼 계란을 조금씩 넣으면서 섞어준다.
달군 계란말이팬이나 지름 24cm정도의 프라이팬에 식용유를 약간 두르고 10분 정도 구워 준다.
계란물이 갈색으로 변하면 식용유를 두른 평평한 접시에 뒤집어서 담고, 반대쪽도 뚜껑을 덮지 않고 약한 불에 갈색이 될 때까지 약 3분 굽습니다. 양면이 모두 갈색으로 구워지면 도마 위에 꺼내, 사각형 모양으로 만든다.
마지막으로, 모양을 내었다면 다테마키 발을 이용해 위에 잘 펴서 모양을 잡아 말아준다.
이대로 먹거나, 발을 싸서 보관한다.

## 맛
다테마키는 계란과 생선살을 사용해 만든 음식이지만, 카스테라와 흡사한 모양과 맛을 가지고 있는 것으로 알려져 있다.

## 이름의 유래
다테마키의 이름의 유래로 추정되는 설은 다음과 같은데,
다테 마사무네가 이 음식을 좋아해서 그의 이름을 따 이렇게 부르게 되었다는 설.
일반 계란보다 맛도 모양도 화려한데, 멋을 부리는데 열중하고 있는 옷차림을 뜻하는 일본어인 "다테"에서 이름을 따 이렇게 부르게 되었다는 설.
여성용 기모노에 사용되는 "다테 감기" 와 비슷한 모양이기 때문에 그 이름을 따서 이렇게 부르게 되었다는 설.
등의 설이 있다.

## 참고 문헌
- 猫井登 (2008년 9월). 《お菓子の由来物語》. 幻冬舎. ISBN 978-4779003165.
- “다테마키 만드는 법”. 《일본의 요리를 만들어 보자!》.